# Rosa Vercellana

Rosa Vercellana

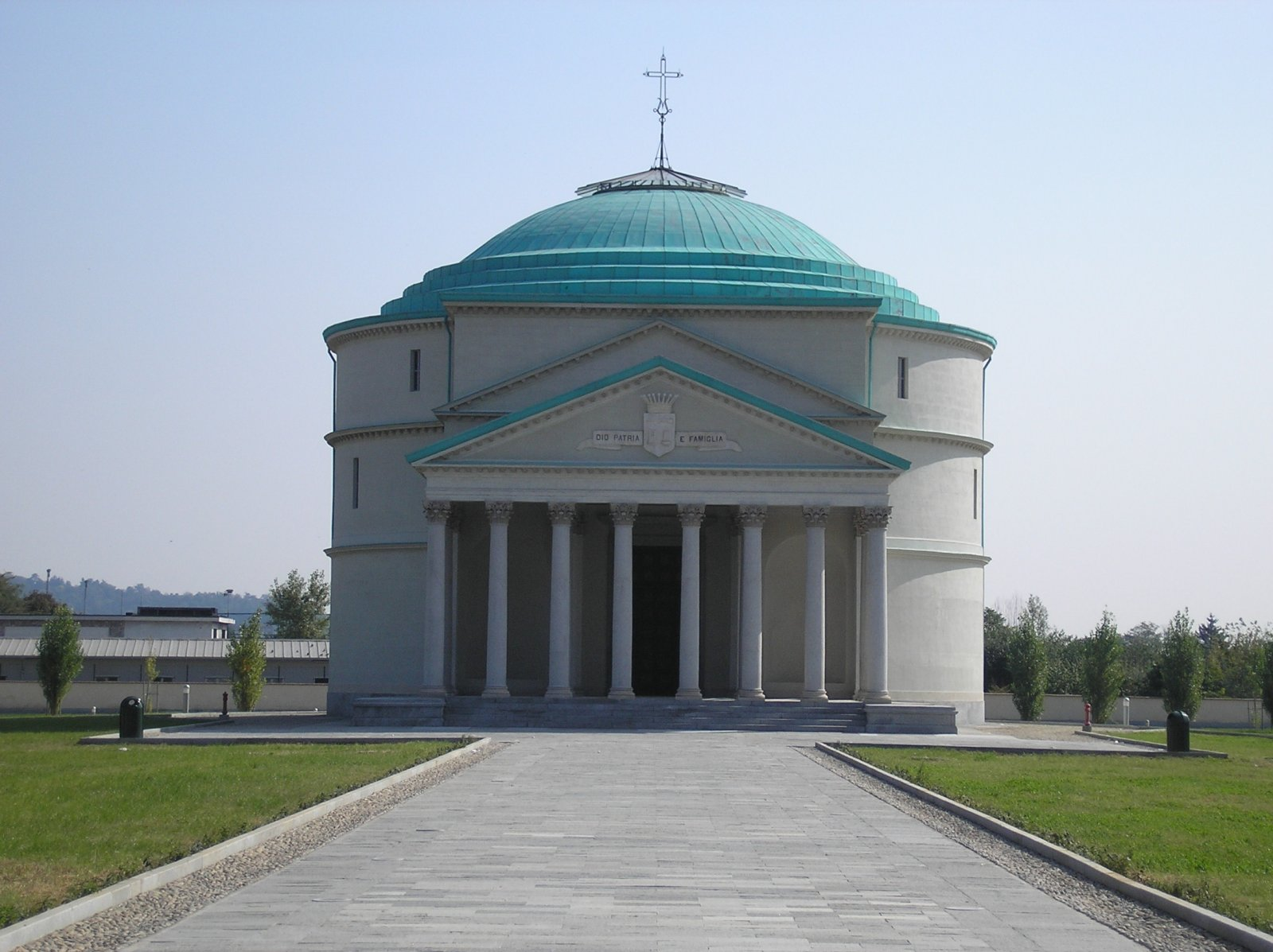
Das Grabmal der Bela Rosin.

Rosa Vercellana (* 3. Juni 1833 in Nizza; † 26. Dezember 1885 in Pisa) war die zweite, morganatische Gemahlin des italienischen Königs Viktor Emanuel II.

## Herkunft
Rosa Vercellana wurde als Tochter des Offiziers Giovanni Battista Vercellana aus Moncalvo d’Asti und seiner Gemahlin Teresa Griglio geboren und hatte zwei Geschwister, Adelaide und Domenico.
Die militärische Laufbahn des Vaters als Tambourmajor begann in der Kaiserlichen Napoleonischen Armee. Nach der Rückkehr Napoleons von der Insel Elba weigerte er sich, sich der kaiserlichen Armee anzuschließen und wurde stattdessen Offizier in der Königlichen Garde von König Karl Albert.

## Beziehung zu König Viktor Emanuel
1847 lebte die Familie in Racconigi, wo der Vater als königlicher Jagdaufseher beschäftigt war. Dort traf die 14-jährige Rosa auch erstmals auf den damals 24-jährigen Kronprinzen Viktor Emanuel, der bereits mit Adelheid von Österreich verheiratet war und vier Kinder hatte. Die ersten Treffen mit der noch Minderjährigen wurden streng geheim abgehalten, um sich nicht den Missmut von König Karl Albert zuzuziehen und gegen das Gesetz zu verstoßen, das die Verführung von Minderjährigen untersagte. Rosa, die weder lesen noch schreiben konnte und nur piemontesischen Dialekt sprach, durfte jedoch in einer Dépendance des Jagdschlosses von Stupinigi leben.
Der Kronprinz hatte zu diesem Zeitpunkt schon einige außereheliche Liebschaften gehabt, mit denen er auch Kinder zeugte, einige davon wurden vom Hof sogar anerkannt und erhielten Titel und Apanagen. Diese Beziehungen dauerten jedoch immer nur kurz, jene zu Rosa jedoch für sein restliches Leben.
1849 wurde Viktor Emanuel König. Nachdem Königin Adelheid kurz daraufhin verstorben war, wurde auch die Liebschaft mit der „Bela Rosin“ (piemontesisch für „Schöne Rosa“) in der Öffentlichkeit immer mehr publik. Am 11. April 1858 ernannte der König seine Geliebte zur Gräfin von Mirafiori und Fontanafredda und kaufte für sie das Schloss Sommariva Perno. Im Jahre 1864 zog Rosa in die Villa La Petraia nach Florenz und am 18. Oktober 1869 heiratete der König seine langjährige Geliebte in einer kirchlichen Zeremonie, ohne sie jedoch zur Königin zu krönen. Die standesamtliche Vermählung fand am 7. Oktober 1877 in Rom statt. Nur drei Monate darauf starb der König. Rosa überlebte ihn um nur sieben Jahre und verbrachte die restlichen Jahre im Palazzo Feltrami in Pisa, den der König für die gemeinsame Tochter Vittoria gekauft hatte.
Der Königliche Hof gestattete es nicht, Rosa an der Seite ihres Gemahl im römischen Pantheon bestatten zu lassen, da sie keinen königlichen Status hatte. Die Söhne beschlossen daher, in Turin eine Kopie des Pantheons errichten zu lassen, der im Turiner Volksmund „Mausoleo della Bela Rosin“ genannt wurde.
Die Anerkennung des Adels hat Rosa nie erhalten, vom Volk wurde sie jedoch umso mehr geliebt und im Volkslied „La bella Gigogin“ verewigt.

## Nachkommen
Der Ehe Rosas mit König Viktor Emanuel entstammten zwei Kinder:
- Vittoria Guerrieri (* 2. Dezember 1848; † 29. Dezember 1905)
- Emanuele Filiberto Guerrieri (* 16. März 1851; † 25. Dezember 1894), Graf von Mirafiori und Fontanafredda